# Ultimate Fighting Championship
Ultimate Fighting Championship (UFC) är en amerikansk mixed martial arts-organisation som är den största i världen. Många topprankade MMA-utövare ingår i organisationen som anordnar galor över hela världen. UFC har sju viktklasser och använder regelverket Unified Rules of Mixed Martial Arts. Organisationen ägs av moderbolaget Zuffa, LLC som grundades av Frank och Lorenzo Fertitta i januari 2001. Dana White klev med som organisationens president.
2016 såldes Zuffa till ett konsortium bestående av William Morris Endeavor, Silver Lake Partners, Kohlberg Kravis Roberts och MSD Capital för 4,025 miljarder USD.
Inspirerad av vale tudo-turneringar i Brasilien har UFC och MMA sina rötter i antikens olympiska kampsport pankration från 648 f.Kr. 1993 hölls den första UFC-galan i Denver i Colorado i USA. Med utövare av olika kampsporter - bland annat boxning, brasiliansk jiu-jitsu, brottning, Muay Thai och karate - ville UFC fastställa den mest effektiva kampsporten i en riktig strid.
I och med kabelteveavtal och utvidgning till Kanada, Europa, Australien, Mellanöstern, Asien och nya marknadsandelar inom USA, har UFC ökat i popularitet och fått större uppmärksamhet av etablerad media. Sedan 2011 har tittare kunnat följa UFC på betal-TV i USA, Brasilien, Australien, Kanada, Nya Zeeland och Italien. UFC-galor sänds i över 130 länder, på 20 olika språk.

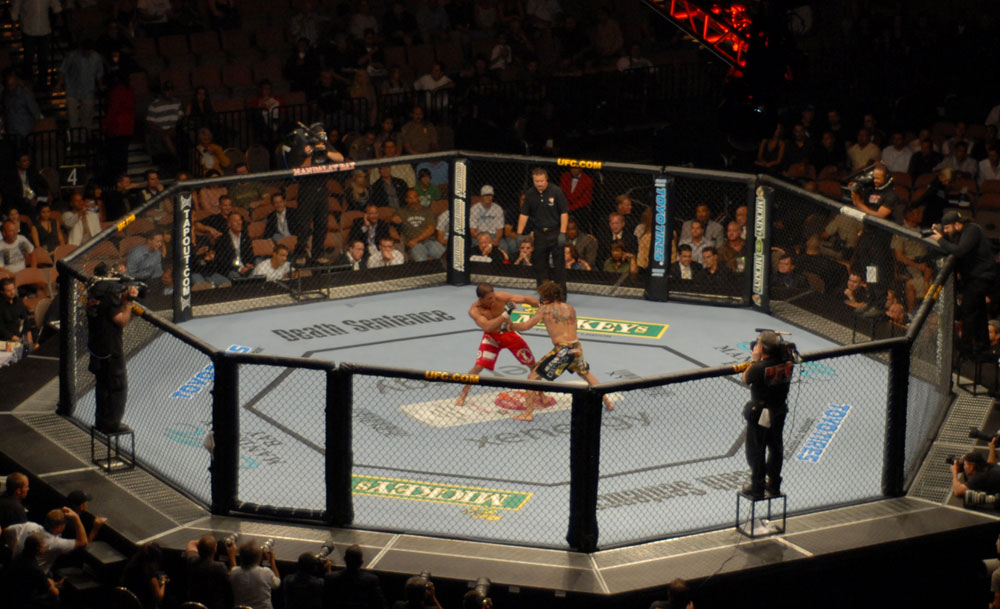
UFC 74 i augusti 2007.

## Historia
De första UFC-galorna var 8-mannaturneringar där deltagarna var tvungna att besegra tre motståndare samma kväll för att bli galans Ultimate Fighting Champion. De flesta deltagare hade endast erfarenhet av en kampkonst som till exempel boxning, judo, jujutsu, och hade liten erfarenhet av att slåss mot motståndare från en annan kampkonst. Då viktklasser saknades kunde deltagarna möta motståndare som var mycket tyngre och längre. Sammantaget ledde det till att tidiga matcher i UFC var korta och våldsamma vilket stämde med UFC:s dåvarande slogan: "There are no rules!" ("det finns inga regler"). Avsaknaden av regler var inte helt korrekt då tekniker som att dra i motståndarens hår eller attackera motståndarens skrev ansågs av de flesta deltagarna vara osportsligt men fortfarande formellt tillåtna.
Sportens brutala natur gjorde att UFC snart uppmärksammades av myndigheter och UFC förbjöds i nästan alla amerikanska delstater. För att UFC skulle kunna överleva infördes efter hand allt fler regler, men grundidén att vara en sport där fighters från olika kampkonster kunde mötas och slåss både stående och på marken behölls. Regeländringar som införandet av fem minuter långa ronder, tillåtelse för ringdomaren att stoppa en match, viktklasser och begränsningar av vilka områden på kroppen som kunde attackeras gjorde att UFC förvandlades till en legitim sport som sanktioneras i de flesta nordamerikanska stater.
UFC arrangerar även galor utanför USA. Den 28 oktober 2010 meddelade UFC:s VD Dana White att UFC skulle slås ihop med systerorganisationen WEC. De båda organisationerna ägdes av företaget Zuffa.

### Internationell expansion
UFC-evenemang har hållits i 22 nationer, ej inräknat USA. Puerto Rico, ett amerikanskt territorium, var värd för UFC 6 1995.
UFC Brasilien
Ultimate Brazil var ett evenemang som hölls i São Paulo 1998. Brasilien har varit värd för 34 evenemang.
UFC Japan
Ultimate Japan var ett evenemang som hölls 1997, följt av UFC 23: Ultimate Japan 2 1999, UFC 25: Ultimate Japan 3 och UFC 29 år 2000. Tolv år senare, 2012, återvände UFC till Japan med galan UFC 144, följt av UFC on Fuel TV: Silva vs. Stann 2013.
UFC Kanada
Kanada var värd för första gången vid UFC 83 i Montreal 2008. Titelmatchen var mellan UFC:s welterviktmästare Matt Serra och kanadensaren Georges St-Pierre, dåvarande mästare i UFC interim-weltervikt. St-Pierre vann på teknisk knockout (knäspark) i rond 2.
UFC Storbritannien och Irland
London var värdort för det första UFC-evenemanget i Storbritannien, UFC 38 2002. UFC återvände 2007 med UFC 70 i Manchester, och UFC 93 hölls i Dublin i Irland 2009.
UFC Sverige
Den 14 april 2012 tog sig UFC för första gången till Sverige, och galan blev det snabbast utsålda UFC-evenemanget i Europa.
Den 6 april 2013 kom UFC tillbaka till Stockholm, ett evenemang som nästan blev utan någon riktig huvudmatch efter att Alexander Gustafsson skadat sig inför mötet mot Gegard Mousasi. Ilir Latifi hoppade in på kort notis för att möta Mousasi, en match som slutade i en enhällig domslutsseger till Mousasi efter tre ronder.
Den 4 oktober 2014 var det återigen dags då Globen ännu en gång stod som värdarena för ett UFC-event. Denna gång UFC Fight Night 53.
UFC återvände till Sverige för fjärde gången den 24 januari 2015, denna gång ägde galan rum på Tele2 Arena, och var en "FOX"-gala, UFC on FOX 14.
Huvudmatchen för UFC on FOX 14 var mellan Alexander Gustafsson och Anthony Johnson. Co-main event var ett mellanviktsmöte mellan Dan Henderson och Gegard Mousasi.
UFC:s femte evenemang i Sverige: UFC Fight Night: Gustafsson vs. Teixeira ägde rum 28 maj 2017 och utspelade sig återigen i Globen.
Alexander Gustafsson gick en match mot Anthony Smith i UFC Fight Night: Gustafsson vs. Smith och utgjorde därmed ännu en gång ena halvan av huvudmatchen när UFC återvände till Sverige och Globen den 1 juni 2019.
UFC Danmark
Under sommaren 2019 blev det officiellt att UFC besöker Köpenhamn i Danmark den 28 september för första gången. Galans huvudmatch kommer vare en mellanviktsmatch mellan svenske Jack Hermansson och amerikanen Jared Cannonier. Galan kommer äga rum på Royal Arena.

## Regler
UFC:s nuvarande regler fastställdes ursprungligen av New Jersey State Athletic Control Board.

### Ronder
Alla ronder i UFC är fem minuter långa med en viloperiod på en minut mellan varje rond. Titelmatcherna har fem ronder medan övriga matcher har tre ronder.

### Viktklasser
UFC har nio viktklasser som man kan tävla under. Viktklasserna anges i engelska pund (förkortas lb). I icke-titelmatcher tillåts deltagarna väga ett pund (ca 0,454 kg) högre eller lägre än viktklassens officiella viktspann.

### Buren

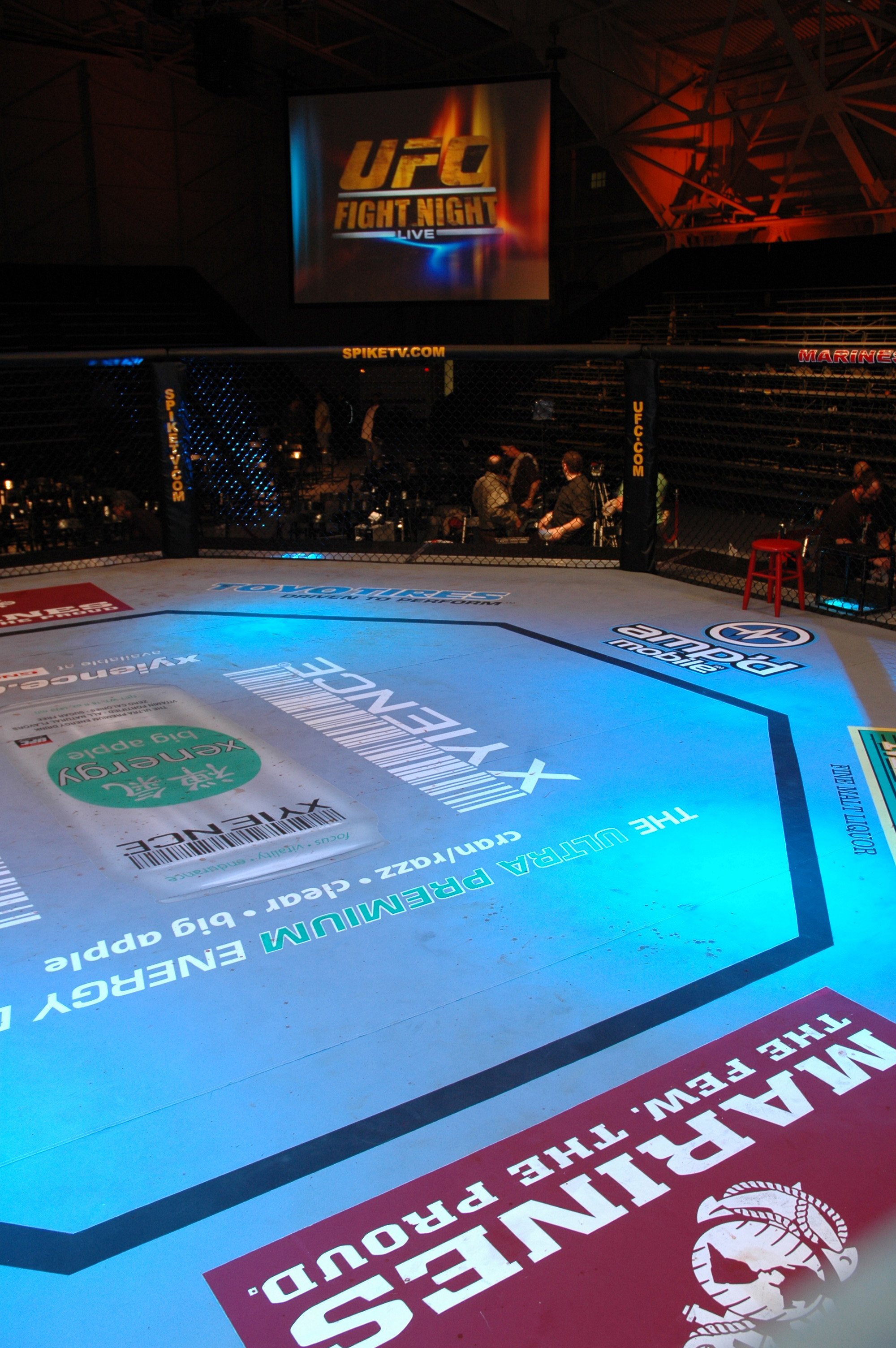
The Octagon.

UFC:s matcher går i en åttakantig stängd bur kallad oktagonen. Burväggarna är gjorda av vinylbeklädda metallnät. Diametern på buren är 9,75 meter och höjden på väggarna är mellan 1,65  och 1,70 meter höga. Buren sitter på en plattform 1,2 meter över markytan.

### Tillåten utrustning
Deltagare får endast ha på sig godkända kortbyxor, tandskydd, suspensoar och handskar. Skor, tröjor, Gi och långbyxor är inte tillåtna. Kvinnor ska ha sport-BH eller liknande. De handskar som får användas väger mellan 110 och 170 gram och är designade för att skydda handen men inte för att öka slagens kraft. Handskarna är små med fingrarna fria, vilket gör det möjligt att greppa motståndaren till skillnad från traditionella boxningshandskars utformning.

### Matchernas utgång
De sätt på vilka matcher kan sluta är:
- Submission: En fighter klappar tydligt i mattan eller på sin motståndare för att signalera att han ger upp. Han kan även "klappa" verbalt.
- Knockout (KO): En fighter ramlar efter ett lagligt slag eller spark och är medvetslös eller kan inte ögonblickligen fortsätta.
- Teknisk Knockout (TKO): Om en fighter inte kan fortsätta avbryts matchen via teknisk knockout. Det finns tre typer av tekniska knockouter:
  - domaren bryter: om en fighter inte kan försvara sig själv och/eller inte svarar på domarens uppmaningar att förbättra sin position bryter han matchen,
  - ringläkaren bryter: en ringläkare kan stoppa matcher på grund av skada, till exempel om en fighter blöder så det rinner in i ögonen och gör det svårt för honom att se,
  - hörnan bryter: en fighters hörna (tränare) kan bryta en match genom att signalera att hans fighter ger upp, traditionellt genom att kasta in handduken.
- Domarutslag: Om en match går hela tiden ut avgör domarna vem som vinner:
  - enhälligt beslut: alla tre domare har fighter A som vinnare på poäng,
  - majoritetsbeslut: två domare har fighter A som vinnare medan den tredje domaren poängsätter matchen som oavgjord,
  - oenigt beslut: två domare har fighter A som vinnare medan den tredje har fighter B,
    - på samma sätt kan även matcherna sluta med enhälligt, majoritets- eller oenigt oavgjort.

Matcher kan även sluta med "diskvalifikation", "no contest" eller "tekniskt domarbeslut."

### Kriterier för domslut
Vinnaren av en rond får tio poäng och motståndaren nio eller färre. Om matchen går tiden ut räknas varje domares poäng ihop och jämförs med de andra varpå en vinnare utses. De kriterier domarna använder när de sätter poäng är i fallande ordning:
- Slag, sparkar och/eller grappling
- Aggressivitet
- Oktagonkontroll

### Förbjudna handlingar
Följande handlingar är förbjudna i UFC:

1. Skallning
2. Peta motståndaren i ögonen
3. Bitas
4. Dra motståndaren i håret
5. Så kallad "Fish-hooking", vilket innebär att man stoppar in fingrar i någons mun, näsa eller liknande och drar
6. Slag mot skrev
7. Att stoppa fingrarna i motståndaren kroppsöppning eller något sår på motståndaren
8. Att bryta små leder som till exempel fingrar eller tår
9. Slag mot ryggrad eller bakhuvud
10. Slag mot strupen inklusive greppande av luftstrupen
11. Klösa, knipa eller vrida huden
12. Greppa nyckelben
13. Spark mot huvudet på en motståndare som ligger ner
14. Knä mot huvudet på en motståndare som ligger ner
15. Stampa på en motståndare som ligger ner
16. Sparka mot njuren med hälen
17. Kasta någon med huvudet före ner i marken
18. Kasta en motståndare ut ur ringen
19. Greppa motståndarens kortbyxor eller handskar
20. Spotta på motståndaren
21. Osportsligt uppträdande som skadar motståndaren
22. Greppa buren
23. Använda skällsord i buren
24. Attackera motståndaren under pausen mellan ronderna
25. Attackera motståndaren som undersöks av läkare
26. Attackera motståndaren efter att klockan (hornet) som signalerar att en rond är slut ljudit
27. Uppenbart strunta i domarens instruktioner
28. Att enbart springa ifrån eller på annat sätt uppenbart undvika kontakt med motståndaren
29. Att avsiktligt eller upprepade gånger tappa munskyddet eller att fejka skada

Om en sådan handling utförs kan domaren dra av ett eller flera poäng från fightern som straff. Om en sådan handling gör att en fighter inte kan fortsätta matchen kan den sluta genom diskvalifikation om det var avsiktligt, eller som en "no contest" om det var oavsiktligt. Om en sådan handling längre fram i matchen gör att den skadade inte kan fullfölja matchen vinner denna matchen genom ett tekniskt domarbeslut om han leder på poäng och annars som tekniskt oavgjord.

## Nuvarande mästare

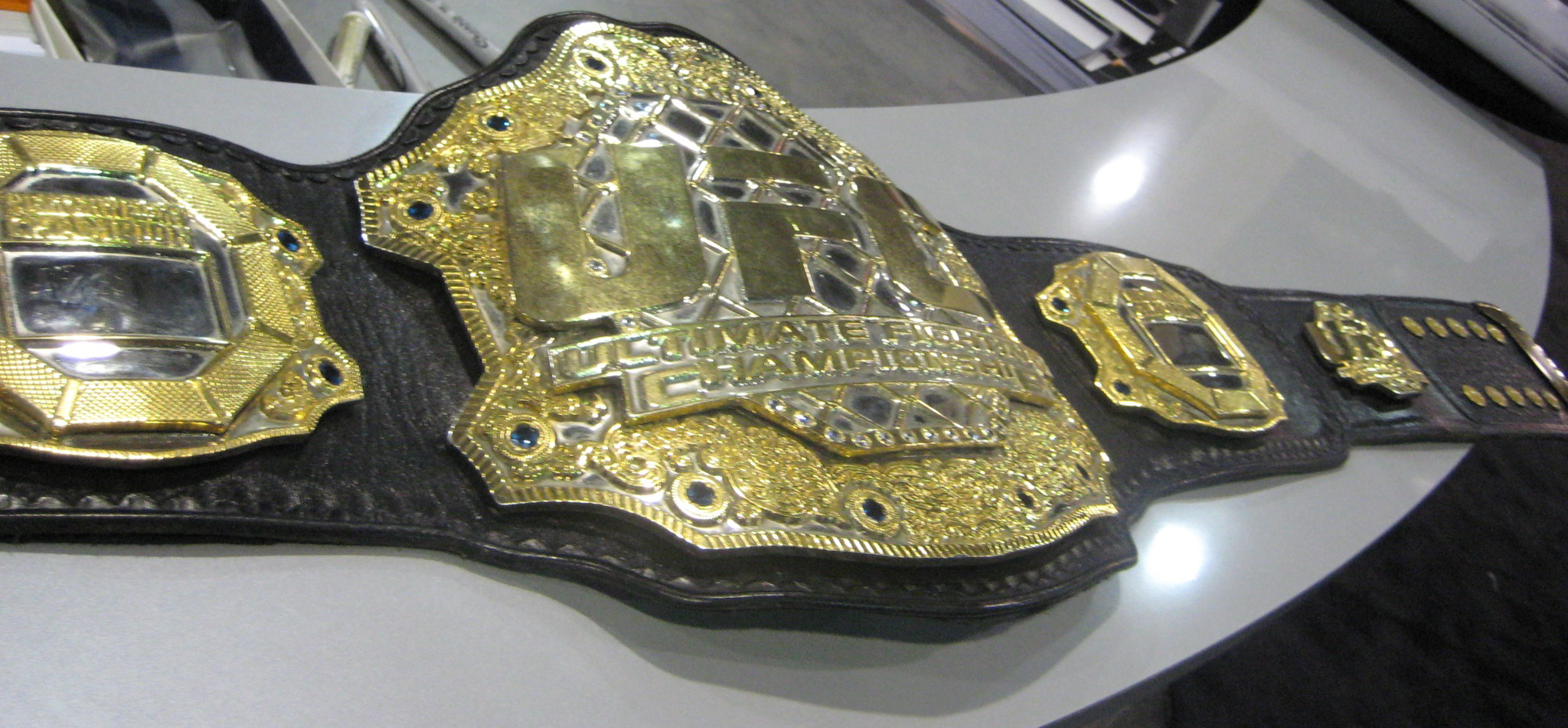
UFC:s gamla mästarbälte.

| Lista över aktuella UFC-mästare ( ) | Lista över aktuella UFC-mästare ( ) | Lista över aktuella UFC-mästare ( ) | Lista över aktuella UFC-mästare ( ) | Lista över aktuella UFC-mästare ( ) | Lista över aktuella UFC-mästare ( ) |
| Herrar (åtta viktklasser)           | Herrar (åtta viktklasser)           | Herrar (åtta viktklasser)           | Herrar (åtta viktklasser)           | Herrar (åtta viktklasser)           | Herrar (åtta viktklasser)           |
| Viktklass (maxvikt)                 | Viktklass (maxvikt)                 | Mästare                             | Sedan                               | Sedan                               | Titelförsvar                        |
| ----------------------------------- | ----------------------------------- | ----------------------------------- | ----------------------------------- | ----------------------------------- | ----------------------------------- |
| Flugvikt                            | (57 kg)                             | Deiveson Figueiredo (BRA)           | 22 januari 2022                     | 3 år och 102 dagar                  | 0                                   |
| Bantamvikt                          | (61 kg)                             | Aljamain Sterling (USA)             | 6 mars 2021                         | 4 år och 59 dagar                   | 0                                   |
| Fjädervikt                          | (66 kg)                             | Ilia Topuria (ESP)                  | 18 februari 2024                    | 1 år och 75 dagar                   | 1                                   |
| Lättvikt                            | (70 kg)                             | Islam Makhachev (RUS)               | 15 maj 2021                         | 3 år och 354 dagar                  | 1                                   |
| Weltervikt                          | (77 kg)                             | Leon Edwards (USA)                  | 20 augusti 2022                     | 2 år och 257 dagar                  | 0                                   |
| Mellanvikt                          | (84 kg)                             | Alex Pereira (BRA)                  | 5 oktober 2019                      | 5 år och 211 dagar                  | 3                                   |
| Lätt tungvikt                       | (93 kg)                             | Ingen mästare [[ \|()]]             | 27 september 2020                   | 4 år och 260 dagar                  | 0                                   |
| Tungvikt                            | (120 kg)                            | Ingen mästare [[ \|()]]             | 27 mars 2021                        | 4 år och 38 dagar                   | 1                                   |
| Damer (fyra viktklasser)            |                                     |                                     |                                     |                                     |                                     |
| Viktklass (maxvikt)                 | Viktklass (maxvikt)                 | Mästare                             | Sedan                               | Sedan                               | Titelförsvar                        |
| Stråvikt                            | (52 kg)                             | Rose Namajunas (USA)                | 24 april 2021                       | 4 år och 10 dagar                   | 0                                   |
| Flugvikt                            | (57 kg)                             | Valentina Sjevtjenko (KGZ)          | 8 december 2018                     | 6 år och 147 dagar                  | 5                                   |
| Bantamvikt                          | (61 kg)                             | Julianna Peña (USA)                 | 11 december 2021                    | 3 år och 144 dagar                  | 0                                   |
| Fjädervikt                          | (66 kg)                             | Amanda Nunes (BRA)                  | 29 december 2018                    | 6 år och 126 dagar                  | 2                                   |

## UFC Hall of Fame
UFC Hall of Fame invigdes officiellt 21 december 2003 vid UFC 45 då de första personerna som valts in, Royce Gracie och Ken Shamrock, offentliggjordes.
2015 ändrades Hall of Fame och då introducerades det nya upplägget med fyra flyglar. Det gjordes även planer på bygga en fysisk hall of fame, även om de planerna ännu maj 2020 inte igångsatts. Brytpunkten mellan pionjärflygeln och moderna flygeln  sattes till när Unified Rules of MMA började gälla. De användes för första gången vid UFC 28. 

### Pionjärflygeln
Pionjärflygeln för utövare som debuterade före 17 november 2000.
| Namn                      | Inskriven                              | UFC-utmärkelser |
| ------------------------- | -------------------------------------- | --- |
| Ken Shamrock              | 21 november 2003 (21 år och 164 dagar) | UFC Superfight Champion-titelvinnare (öppen viktklass). Två Superfight Champion-titelförsvar, Pancrase Openweight Champion-vinnare. Ett Openweight Champion-titelförsvar. |
| Royce Gracie              | 21 november 2003 (21 år och 164 dagar) | UFC 1-vinnare, UFC 2-vinnare, UFC 4-vinnare. |
| Dan Severn                | 16 april 2005 (20 år och 18 dagar)     | UFC Superfight Champion-titelvinnare (öppen viktklass). |
| Randy Couture             | 24 juni 2006 (18 år och 314 dagar)     | Trefaldig UFC tungviktsmästare. Tre titelförsvar. Tvåfaldig lätt tungviktsmästare. Förste UFC-mästare att inneha titlar i två olika viktklasser.                          |
| Mark Coleman              | 1 mars 2008 (17 år och 64 dagar)       | Förste tungviktsmästaren i UFC. UFC 10-vinnare, UFC 11-vinnare. Pride Grand Prix 2000-turneringsvinnare.                                                                  |
| Chuck Liddell             | 11 juli 2009 (15 år och 297 dagar)     | UFC Lätt tungviktsmästare. Fyra titelförsvar. |
| Matt Hughes               | 29 maj 2010 (14 år och 340 dagar)      | Tvåfaldig UFC welterviktsmästare. Sju titelförsvar. |
| Tito Ortiz                | 7 juli 2012 (12 år och 301 dagar)      | UFC Lätt tungviktsmästare. Fem titelförsvar. |
| Pat Miletich              | 6 juli 2014 (10 år och 302 dagar)      | Förste welterviktsmästare i UFC. Fyra titelförsvar. UFC 16-vinnare. |
| Bas Rutten                | 11 juli 2015 (9 år och 297 dagar)      | UFC Tungviktsmästare. Pancrase Openweight Champion. Två Openweight Champion-titelförsvar.                                                                                 |
| Don Frye                  | 10 juli 2016 (8 år och 298 dagar)      | UFC 8-vinnare, 1996 UFC "Ultimate Ultimate"-vinnare. |
| Antônio Rodrigo Nogueira  | 10 juli 2016 (8 år och 298 dagar)      | Pride FC tungviktsmästare. |
| Maurice Smith             | 6 juli 2017 (7 år och 302 dagar)       | UFC tungviktsmästare. Ett titelförsvar. Battlecade Extreme Fighting Tungviktsmästare. Ett titelförsvar.                                                                   |
| Kazushi Sakuraba          | 6 juli 2017 (7 år och 302 dagar)       | UFC Japan tungviktsturneringsvinnare. Flest antal submission-vinster i Pride FC. Deltog i Pride FC:s längsta match (90 minuter mot Royce Gracie).                         |
| Matt Serra                | 5 juli 2018 (6 år och 303 dagar)       | UFC welterviktsmästare. Förste fajter att vinna både The Ultimate Fighter och en världsmästartitel.                                                                       |
| Rich Franklin             | 5 juli 2019 (5 år och 303 dagar)       | UFC mellanviktsmästare. Två titelförsvar. |
| Kevin Randleman (postumt) | 9 juli 2020 (4 år och 299 dagar)       | UFC tungviktsmästare. Ett titelförsvar. Brottning, NCAA Division 1-mästare 1992–1993                                                                                      |

Pionjärflygeln
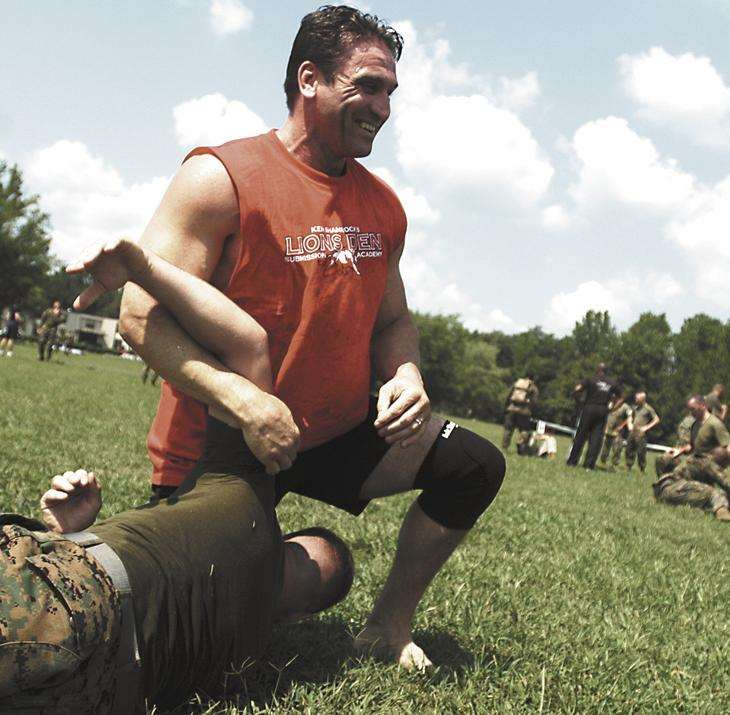
Ken Shamrock
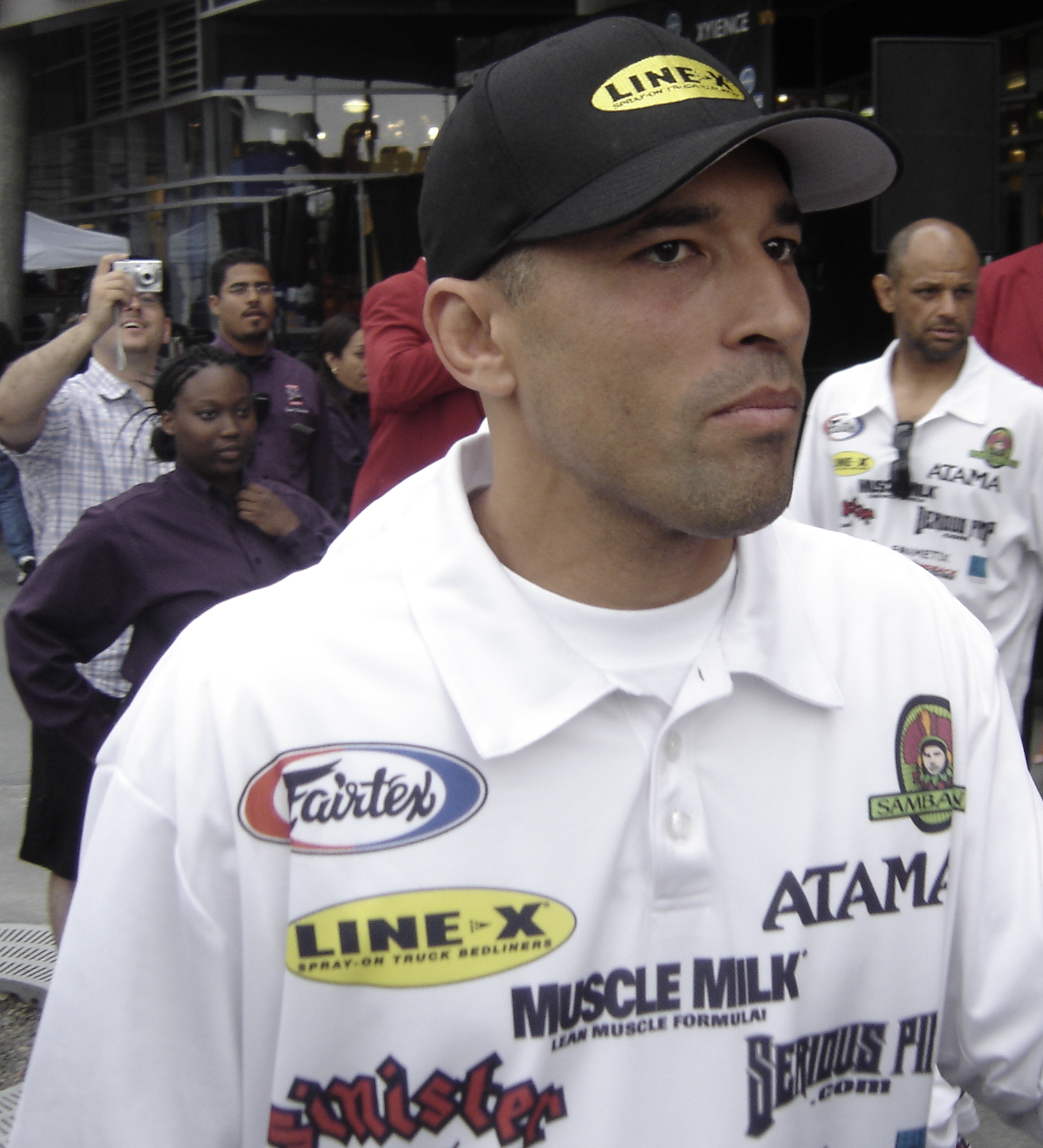
Royce Gracie
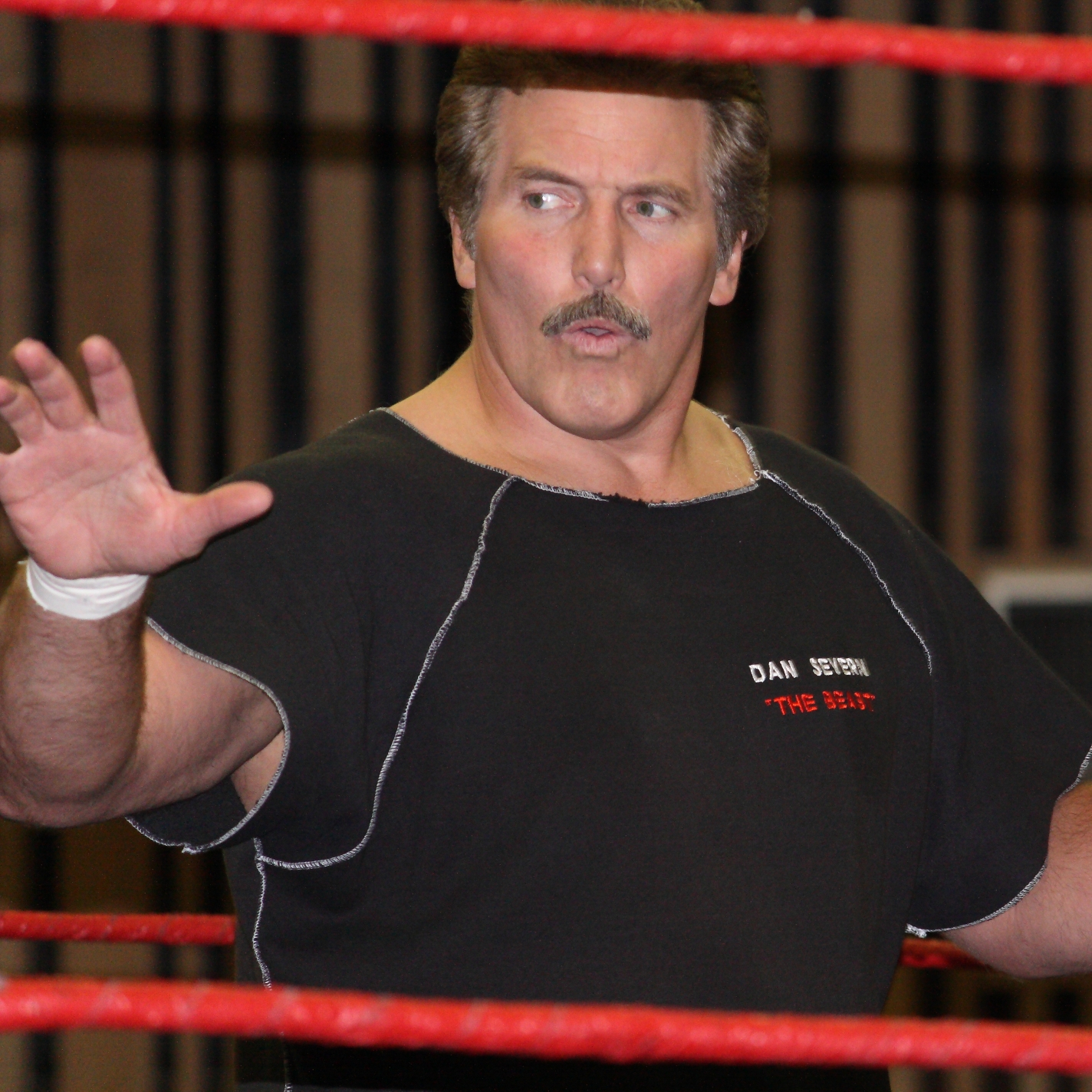
Dan Severn
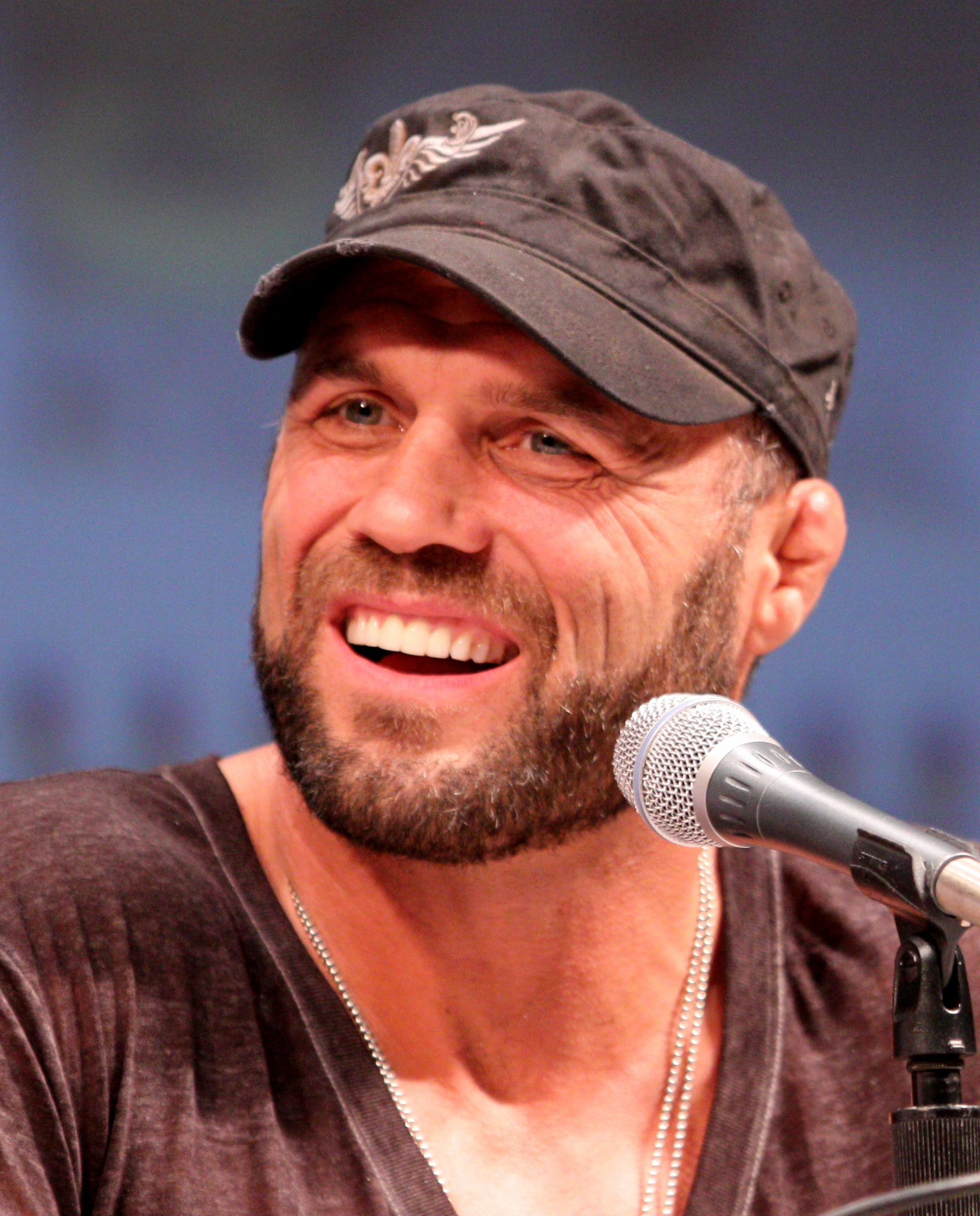
Randy Couture
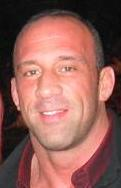
Mark Coleman
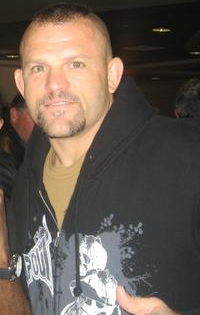
Chuck Liddell
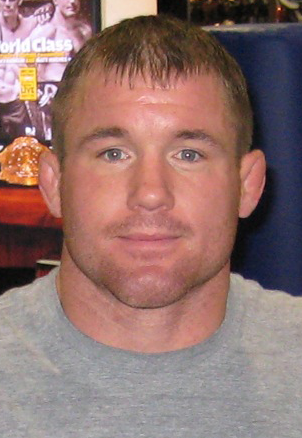
Matt Hughes
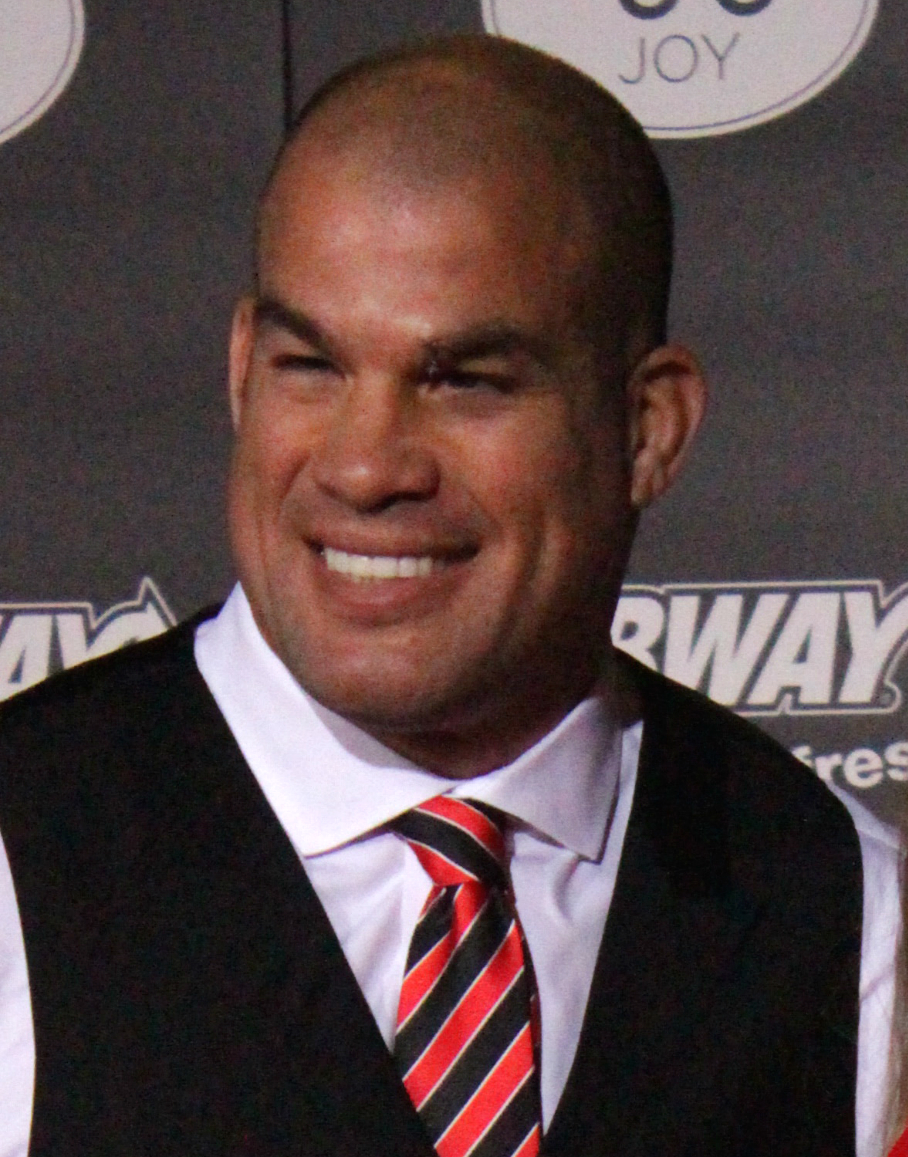
Tito Ortiz
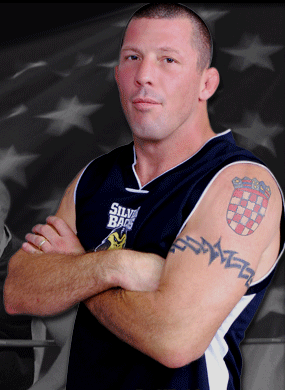
Pat Miletich
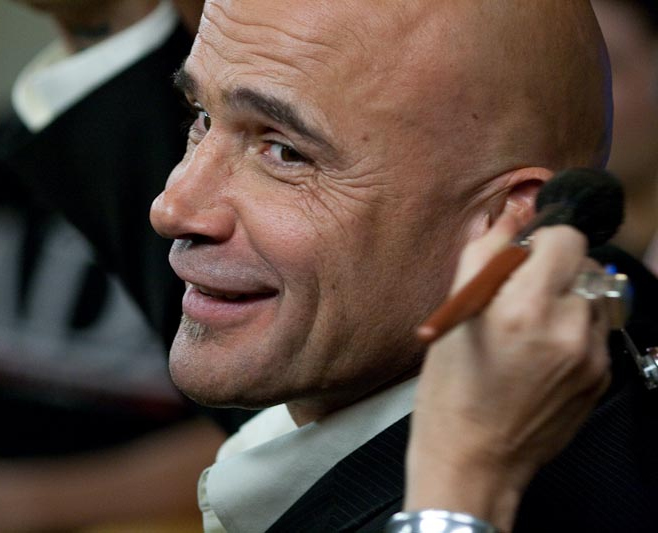
Bas Rutten
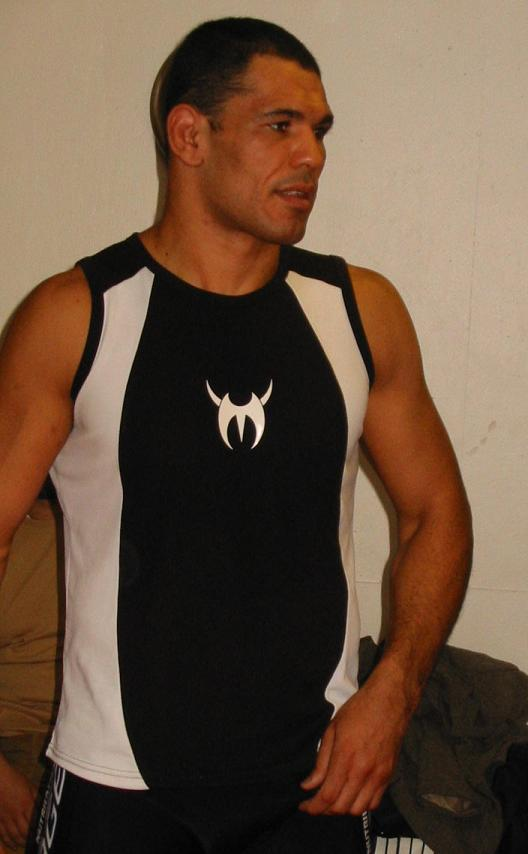
Antônio Rodrigo Nogueira
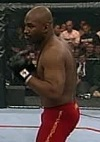
Maurice Smith
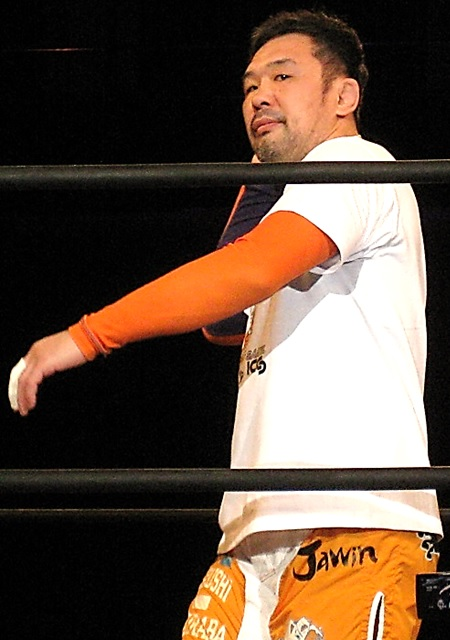
Kazushi Sakuraba
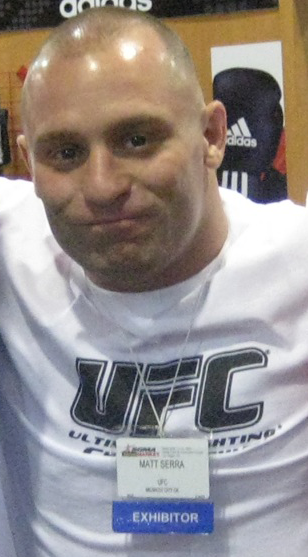
Matt Serra
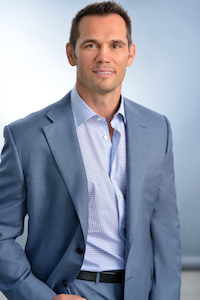
Rich Franklin
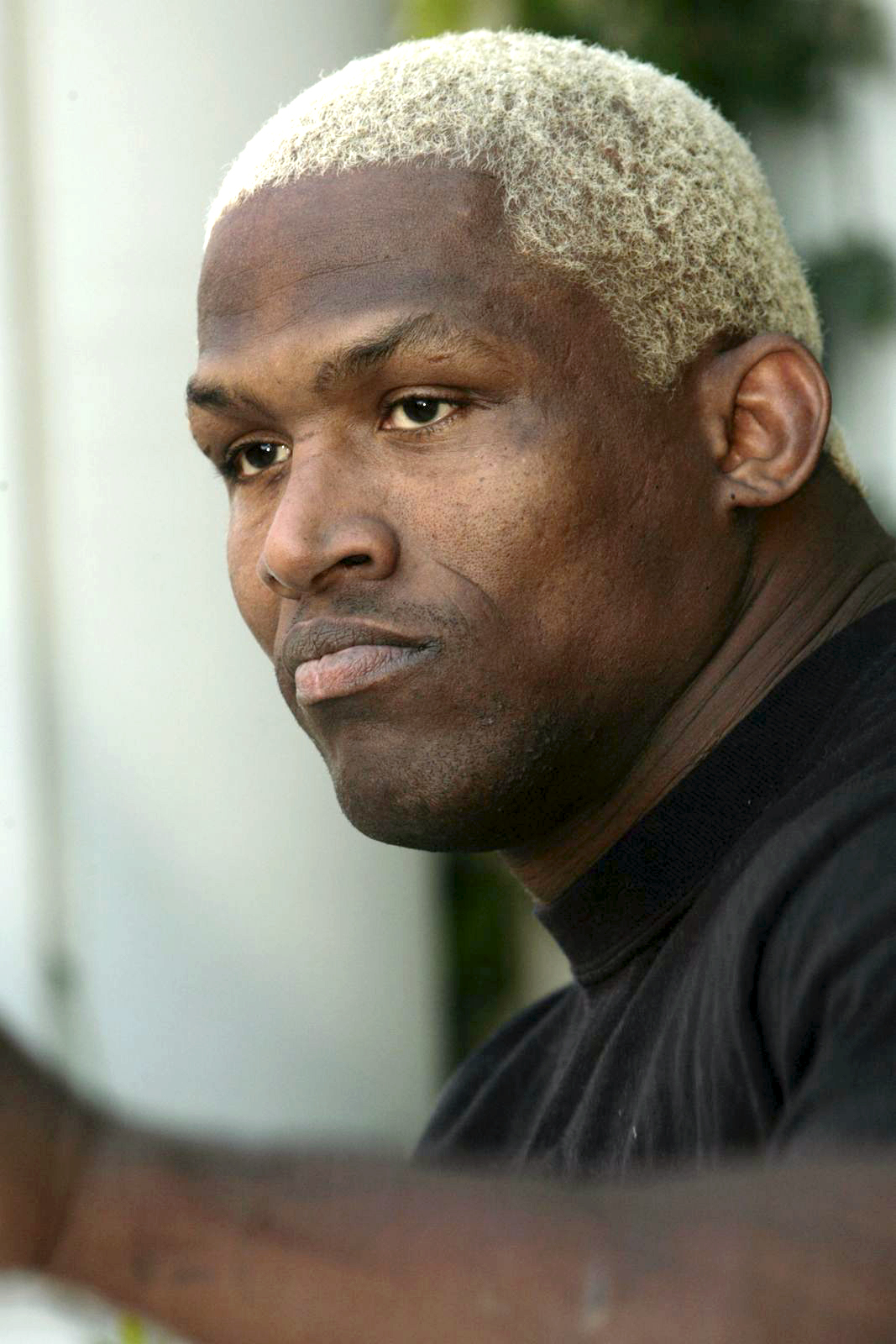
Kevin Randleman

### Moderna flygeln
Moderna flygeln (utövare som debuterade efter 16 november 2000)
| Namn               | Inskriven                         | UFC-utmärkelser                                                          |
| ------------------ | --------------------------------- | ------------------------------------------------------------------------ |
| Forrest Griffin    | 6 juli 2013 (11 år och 302 dagar) | UFC lätt tungviktsmästare. TUF 1-vinnare.                                |
| B.J. Penn          | 11 juli 2015 (9 år och 297 dagar) | UFC welterviktsmästare. UFC lättviktsmästare. Tre lättviktstitelförsvar. |
| Urijah Faber       | 6 juli 2017 (7 år och 302 dagar)  | WEC fjäderviktsmästare. Fem titelförsvar.                                |
| Ronda Rousey       | 5 juli 2018 (6 år och 303 dagar)  | Första kvinnliga UFC-mästare, UFC bantamviktsmästare. 6 titelförsvar.    |
| Michael Bisping    | 5 juli 2019 (5 år och 303 dagar)  | UFC mellanviktsmästare. Ett titelförsvar. TUF 3-vinnare.                 |
| Rashad Evans       | 5 juli 2019 (5 år och 303 dagar)  | UFC lätt tungviktsmästare. TUF 2-vinnare.                                |
| Georges St. Pierre | 9 juli 2020 (4 år och 299 dagar)  | Tvåfaldig welterviktsmästare. Nio titelförsvar. UFC mellanviktsmästare.  |

Moderna flygeln
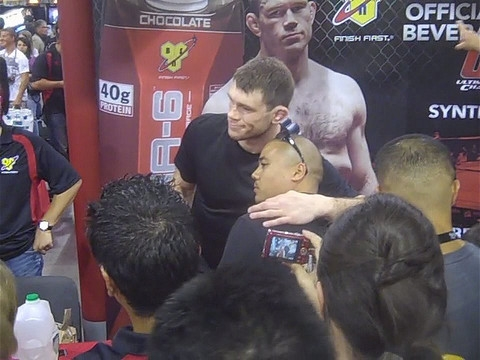
Forrest Griffin
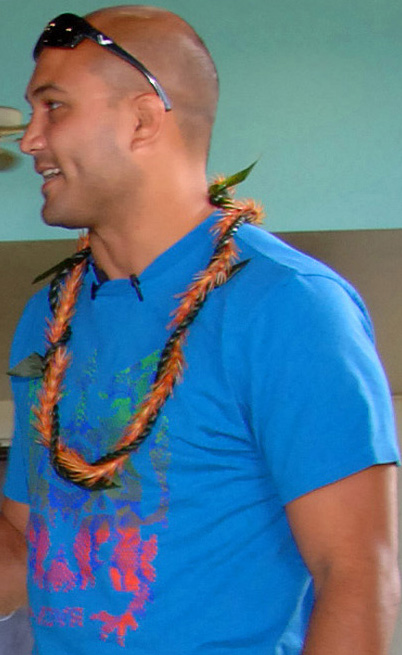
B.J. Penn
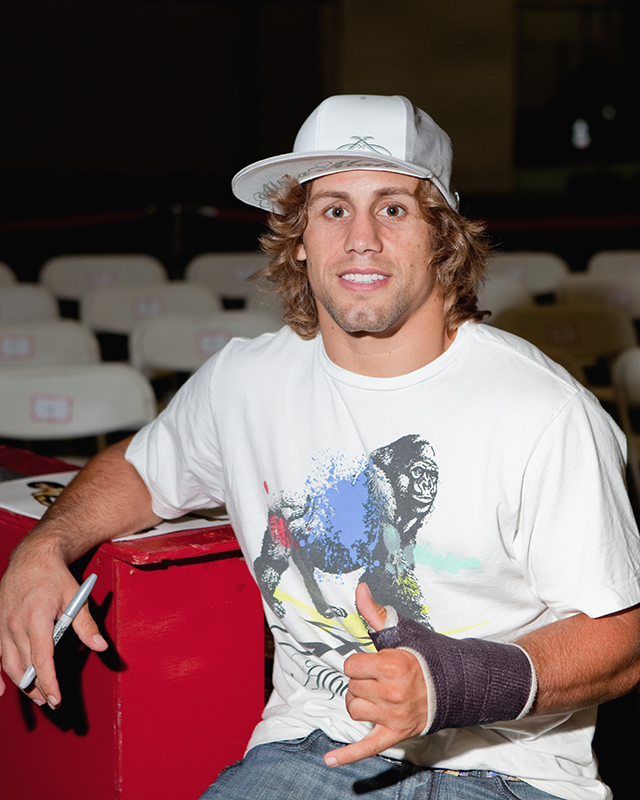
Urijah Faber
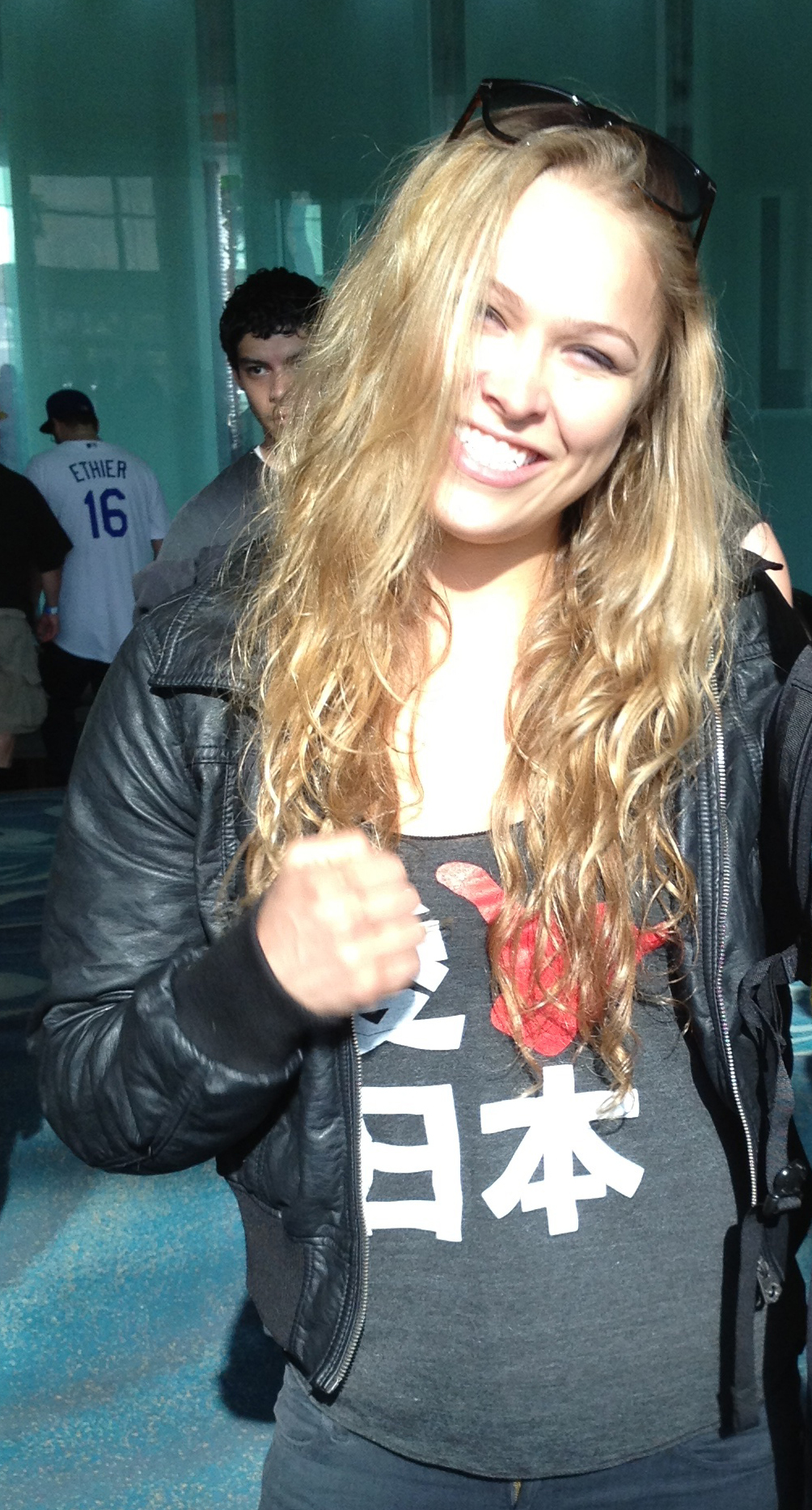
Ronda Rousey
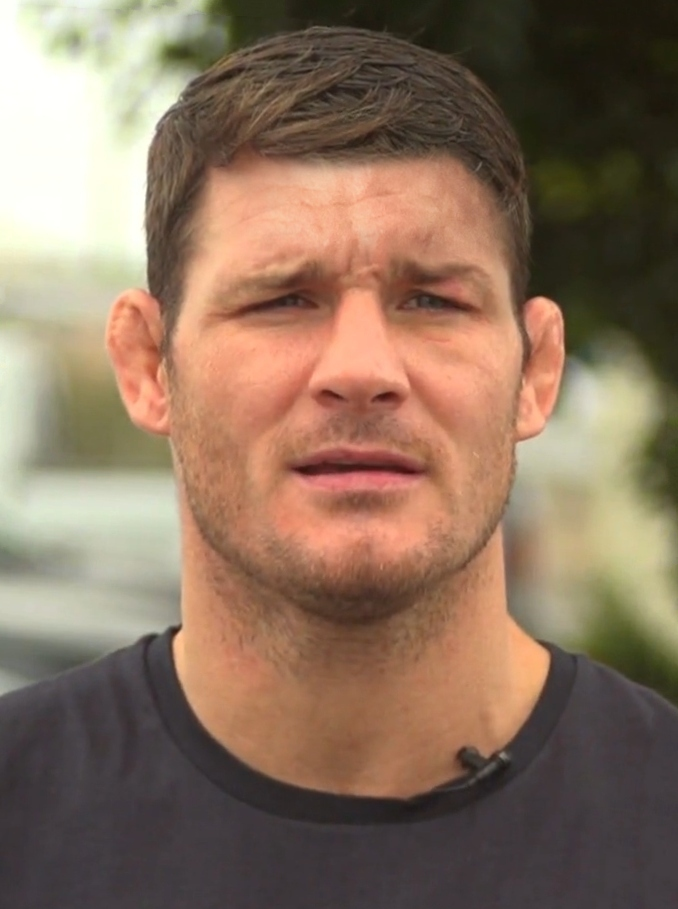
Michael Bisping
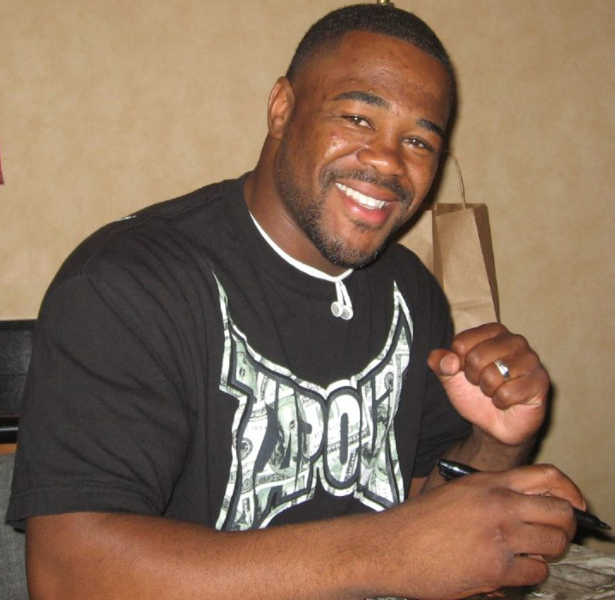
Rashad Evans
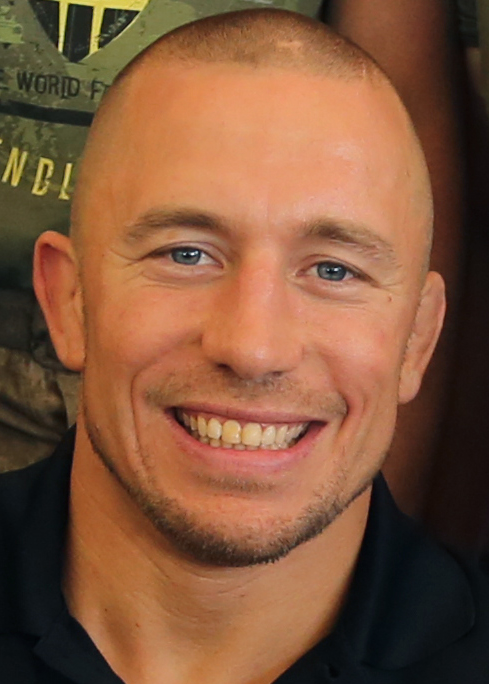
Georges St. Pierre

### Matchflygeln
| Namn                               | Gala (datum)                | Inskriven                         | Matchinformation                                             |
| ---------------------------------- | --------------------------- | --------------------------------- | ------------------------------------------------------------ |
| Forrest Griffin – Stephan Bonnar 1 | TUF 1 (9 april 2005)        | 6 juli 2013 (11 år och 302 dagar) | Griffin besegrade Bonnar efter domslut.                      |
| Matt Hughes – Frank Trigg 2        | UFC 52 (16 april 2005)      | 11 juli 2015 (9 år och 297 dagar) | Hughes besegrade Trigg genom submission.                     |
| Pete Williams – Mark Coleman       | UFC 17 (15 maj 1998)        | 10 juli 2016 (8 år och 298 dagar) | Williams besegrade Coleman genom KO med en spark på huvudet. |
| Mauricio Rua – Dan Henderson       | UFC 139 (19 november 2011)  | 5 juli 2018 (6 år och 303 dagar)  | Henderson besegrade Rua efter fem ronder genom domslut.      |
| Diego Sanchez – Clay Guida         | TUF 9 (20 juni 2009)        | 5 juli 2019 (5 år och 303 dagar)  | Sanchez besegrade Guida efter tre ronder genom domslut.      |
| Jon Jones – Alexander Gustafsson   | UFC 165 (21 september 2013) | 9 juli 2020 (4 år och 299 dagar)  | Jones besegrade Gustafsson efter domslut.                    |

### Bidragarflygeln
| Namn                         | Inskriven                             | Bidrag till sporten |
| ---------------------------- | ------------------------------------- | --- |
| Charles Lewis, Jr. (postumt) | 11 juli 2009 (15 år och 297 dagar)    | Affärsman som startade det första MMA-klädesmärket: Tapout. |
| Jeff Blatnick (postumt)      | 11 juli 2015 (9 år och 297 dagar)     | Kommentator, UFC-kommissionär och en av de drivande i att få USA:s idrottskommissioner att godkänna UFC.                                                         |
| Bob Meyrowitz                | 10 juli 2016 (8 år och 298 dagar)     | UFC-grundare och ägare till dess att Zuffa köpte bolaget 2001.                                                                                                   |
| Joe Silva                    | 6 juli 2017 (7 år och 302 dagar)      | UFC:s Matchmaker från 1997 till dess att Zuffa sålde bolaget 2016.                                                                                               |
| Bruce Connal (postumt)       | 5 juli 2018 (6 år och 303 dagar)      | UFC:s TV-producent från 1997 till sin död 2018. |
| Art Davie                    | 5 juli 2018 (6 år och 303 dagar)      | UFC-grundare och delägare fram till och med UFC 5. UFC:s förste matchmaker.                                                                                      |
| Marc Ratner                  | 21 november 2020 (4 år och 164 dagar) | UFC Senior Vice President of Regulatory Affairs. En av de drivande personerna bakom att MMA accepterats bland USA:s idrottskommissioner och andra länders lagar. |

Bidragarflygeln
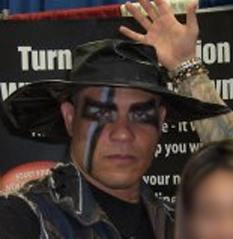
Charles Lewis, Jr.
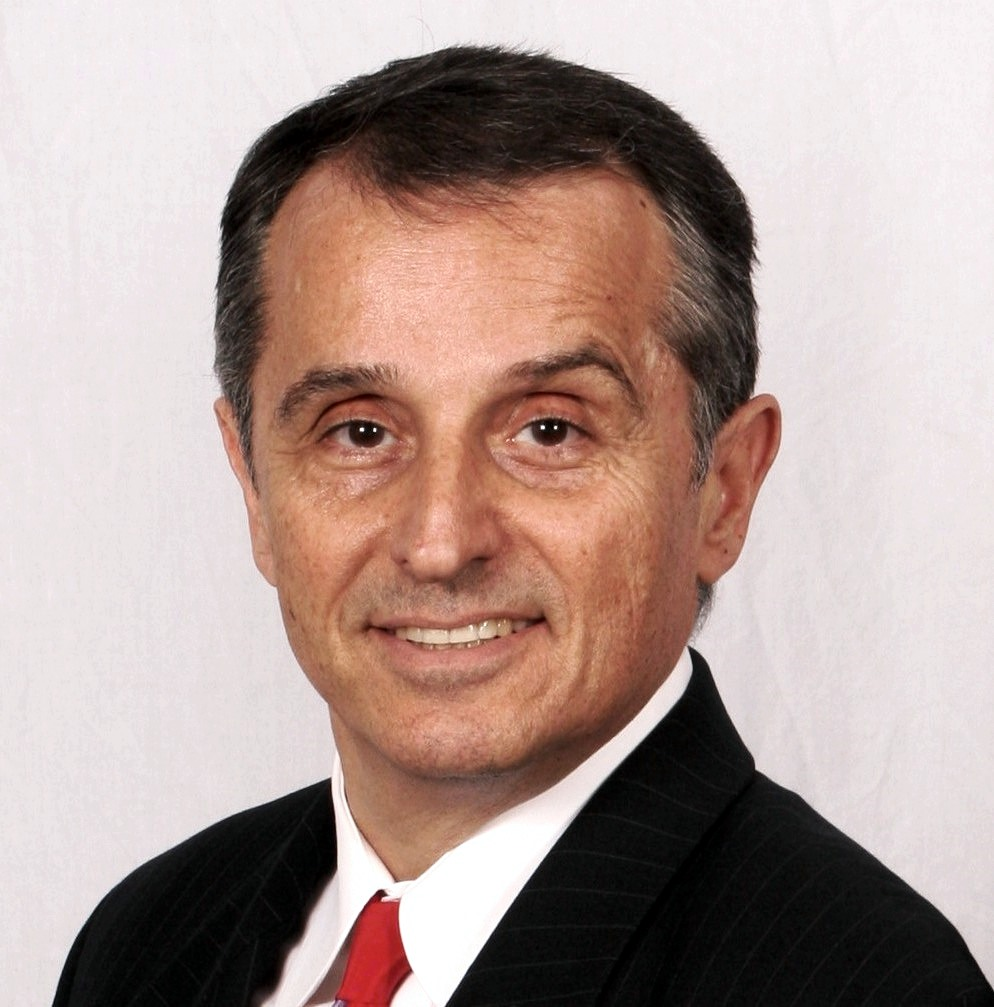
Art Davie